# محمود عبد الخالق النوري
محمود عبد الخالق النوري (مواليد 1 نوفمبر 1949)، هو سياسي ومصرفي كويتي شغل منصب وزير المالية مُنذ 2003 وحتى 2005.

## حياته
وُلد محمود عبد الخالق عبد الله النوري في الكويت وتحديدا في مدينة شرق  عام 1949، حاصل على درجة البكالوريوس في الاقتصاد والعلوم السياسية من جامعة الكويت عام 1971، شغل منصب رئيس مجلس الإدارة والعضو المنتدب لكل من "الشركة السورية الكويتية القابضة"، وشركة النقل العام الكويتية، وكما تبوء منصب رئيس مجلس إدارة بنك الخليج 2009 - 2013، والبنك العربي الأفريقي الدولي، و(بنك يوباف هونج كونج)، وعضواً في مجلس إدارة بنك الكويت والشرق الأوسط، كما كان وزيراً للمالية بين 2003 - 2005.